# Aurea (cantante)
Áurea Isabel Ramos de Sousa (nacida el 7 de septiembre de 1987), conocida profesionalmente como Aurea es una cantante de soul portuguesa originaria de Santiago do Cacém, Alentejo, que creció en Silves, Algarve. Debutó en 2008 con su sencillo "Okay Alright", que fue incluido en la banda sonora de la serie de televisión portuguesa Morangos com Açúcar. A finales de 2008, interpretó la canción en vivo en el Morangos Live Festival, junto con otros dos duetos de versiones. Este concierto fue lanzado en DVD en 2009. Aurea lanzó su álbum debut, Aurea, en septiembre de 2010. El álbum entró en el número 21 en la lista de álbumes portugueses, pero rápidamente alcanzó el número 1. Incluye el tema " Busy for Me", que fue lanzado como sencillo principal del álbum.
En diciembre de 2010, Aurea realizó una transmisión televisiva especial en vivo para promocionar algunas de sus canciones. Fue transmitido por RTP2 y SIC Notícias. Su sencillo "Busy for Me", lanzado en agosto de 2010, se convirtió en su primer sencillo número uno y encabezó la lista portuguesa de iTunes. A esta canción se le atribuye el mérito de haber establecido firmemente la carrera de la cantante y ahora se considera su canción emblemática. Las críticas señalaron similitudes entre la canción y lanzamientos de Aretha Franklin, Dusty Springfield y The Supremes, así como contemporáneos como la cantante británica Amy Winehouse o Duffy. Durante el año siguiente (2011), Aurea realizó una gira de conciertos por todo el país para promocionar su álbum debut. Agotó todas las salas nacionales más importantes y el álbum se mantuvo en las listas portuguesas más importantes durante 71 semanas. De 2015 a 2022 fue coach en The Voice Portugal. En 2023, apareció como entrenadora en The Voice Kids Portugal.
Aurea canta en inglés. Hasta 2016, las únicas canciones que ha lanzado sola en un idioma distinto al inglés son el tema principal de la telenovela de TVI A Impostora (La impostora) (2016-17) y Frágil (Frágil), que grabó en su lengua materna, el portugués. 